# Kikelet (album)
A Kikelet a Dalriada együttes 2007-es folk-metal albuma.

## Számok listája
1. Búcsúzó
2. Kikelet
3. Vándor-fohász
4. Táltosének
5. Néma harangok
6. Szentföld
7. Tűzhozó
8. Tavasz dala
9. Szondi két apródja II. rész

## Közreműködők
- Binder Laura (ének)
- Ficzek András (gitár, ének)
- Németh Szabó Mátyás (gitár)
- Varga György (basszusgitár, ének)
- Rieckmann Tadeusz (dob, ének)
- Kurz András (billentyű)

## Helyezések
- az album a Mahasz Top40 album- és válogatáslemez listáján a 2007/11. héten a 4. helyen nyitott

## Érdekességek
- a HammerWorld magazin közönségszavazásán az album nyerte a 2007. év legjobban várt hazai albuma szavazást
- a Búcsúzó című szám egy kuruc bujdosóének alapján íródott[1]
- a Kikelet című szám végén felhangzó énekdallam egy archaikus moldvai csángó imádságból származik[1]
- a hegedűtémákat Fajkusz Attila soproni népművész, népzenész és zeneoktató játszotta fel, ezeket a részeket a koncerteken szintetizátor és gitár fogja lejátszani[1]
- az album borítója egyben egy füzet is, melyben szerepel az összes dal szövege rovásírással is (készítője Varga György)[1]
- a borítófestményt Binder Júlia képzőművész és rajztanár készítette[1]